# Штурм Сузы
Штурм Сузы 6 марта 1629 — взятие французскими войсками горного дефиле в долине Сузы в ходе войны за Мантуанское наследство.

## Франко-савойский конфликт
В ходе начавшейся в феврале 1628 войны за Мантуанское наследство французский претендент Шарль Неверский оказался в тяжелом положении, сражаясь против превосходящих сил Габсбургов и Савойи. Герцог просил о помощи французский двор, но Людовик XIII и кардинал Ришельё были заняты осадой Ла-Рошели. Город пал 28 октября. 23 декабря Людовик вернулся в столицу и 29-го в Париже состоялось совещание королевского совета по вопросу о вооруженном вмешательстве в конфликт в Северной Италии. Ришельё и маршал Шомберг высказались в пользу интервенции, Мария Медичи и хранитель печати Мишель де Марийяк были против, настаивая на приоритетности подавления гугенотского восстания в Лангедоке. В дальнейшем противостояние двух этих группировок достигло кульминации в день одураченных, а в тот момент король одобрил интервенцию и принял решение лично возглавить поход.

## Осада Казале. Подготовка экспедиции
Десять тысяч испанских и итальянских войск с марта осаждали крепость Казале на реке По в Монферрате, стратегический пункт между территориями Пьемонта и Миланского герцогства. Французы успели направить туда из Вальтеллины кампмейстера Жана де Гюрона с несколькими ротами, но осажденные держались с трудом. Испанский наместник Гонсало де Кордова усилил осадные линии фортами и редутами, блокировав снабжение Казале. Дневная порция солдат гарнизона сократилась до двенадцати унций чёрного хлеба и недовольные монферратские ополченцы требовали капитуляции.
Для немедленного оказания помощи Казале предстояло повторить подвиг коннетабля Ледигьера, сумевшего перейти через Альпы зимой, и Ришельё, уже проявивший свои организаторские способности под Ла-Рошелью, начал активную подготовку к кампании, усилив постоянный корпус, который маркиз де Туара привел в Овернь и Дофине с Атлантического побережья, шестью новыми полками, набранными в Дофине, Провансе и Лионне. Три армии должны были одновременно вторгнуться в Пьемонт и выйти в долину По. На центральном участке армия короля, сконцентрированная у Амбрёна, двигалась бы на Турин через долину Сузы; правее Провансальская армия герцога де Гиза и маршала Эстре через графство Ниццу и перевал Тенде пробивалась в долину верхнего Танаро, а на левом фланге Лионская армия, командующего которой ещё предстояло назначить, должна была через Бюже наступать на долину Аосты.
Собрав 15 января Парижский парламент на lit de justice, Людовик оставил для решения религиозных вопросов королеву-мать и в тот же день отбыл в Италию, причем официально торжественно было объявлено, «что он отправился против остатков мятежных подданных» в Лангедок.
От Лионской дороги пришлось отказаться, так как в Лионе свирепствовала эпидемия, жертвами которой стали более сорока тысяч человек, и король через Шампань направился в Дижон. В Бре он переговорил с принцем Конде, с которым не виделся более шести лет, и который предложил свои услуги, прося позволения посетить Париж и обещая хранить верность. Свита Людовика была небольшой, так как, по словам Базена, придворные сильно поиздержались и залезли в долги за время осады Ла-Рошели и не у всех нашлись средства на содержание экипажей. Маршал Шомберг слег больным в Труа, кардинал, покинувший столицу одновременно к королем, присоединился к нему в Шалон-сюр-Соне и сопровождал до Гренобля, куда они прибыли 14 февраля. Затем приехали маршалы Шомберг, Бассомпьер и Креки.

## Силы французов
К середине февраля армия из 23 000 пехоты и 3 000 кавалерии была с большим трудом собрана у Бриансона. Пехота состояла из французской и швейцарской гвардии, полков Наваррского, Пьемонтского, Со, Эстиссака, Вобекура, Лагранжа и Риберака. К элитной кавалерии дома короля были добавлены двенадцать рот шеволежеров и карабинеры Арно де Корбевиля. При этом не было ни артиллерии, ни снаряжения, ни мулов, а войска две недели не получали провизии, хотя из Парижа интендантам направили 200 000 ливров аванса, чтобы обеспечить хотя бы выдачу суточных рационов. По словам самого кардинала, возможностей для снабжения припасами Казале у него не было.
В Гренобле с королем были герцоги де Лонгвиль, Латремуй, Альвен, Лавалет, маркизы де Ламейере и Брезе, графы де Суассон, Море и Аркур, назначенные генерал-лейтенантами у маршалов. Кампмаршалами были маркиз де Туара, командор Валансе и граф д’Орьяк.
Из Бриансона зимой был возможен только один альпийский маршрут — через перевал Монженевр и Сузу, куда выходила дорога от Монсени. К концу февраля армия вышла к Монженевру. Ришельё прибыл из Гренобля в Амбрён для выработки оперативного плана. В авангарде Креки и Бассомпьера, предназначенном для захвата пьемонтских перевалов, были 47 пехотных рот, 10 гвардейских кампмейстера Канапля, сына маршала Креки, 10 швейцарских полковника Салиса, 12 пьемонтских подполковника маркиза де Таванна, 15 рот дофинуазских горцев графа де Со, 800 шеволежеров или дворян-добровольцев, карабинеры Арно и королевские мушкетеры. Основными силами командовал Шомберг.

## Наступление
28 февраля авангард перешёл через Альпы у Монженевра и Сезанна и расположился в Ульксе, на берегу Доры-Рипарии. Ришельё, надев кирасу, шёл вместе с этим отрядом. На следующий день в форте Эгзиль французы нашли 13 старых орудий, которые можно было использовать при штурме савойских ретраншементов. 1 марта части достигли бурга Шомон, последнего пункта перед пьемонтской границей, находившейся в четверти лье. Границу можно было перейти только через узкое и извилистое дефиле, высотой в пятьсот туазов, известное как Сузский проход (pas de Suse). В некоторых местах его ширина не превышала 18 шагов, а с боков он был сжат скалами, недоступными для осадной техники; по фронту там едва могли подняться два человека. На вершине спуск к Сузе защищал бург на большой скале Желас, возвышавшийся над крепостью, которой можно было достичь только по узкому откосу, по обеим сторонам которого зияли пропасти.
По сторонам дефиле возвышались горы: справа гребень Монморон с деревушкой и фортом Жаллон, а слева гребень Монтабон. Со стороны Шомона проход был закрыт большим ретраншементом в форме полумесяца, позади которого по склону располагались баррикады, фланкированные редутами, расположенными в двухстах шагах один от другого. Дефиле выходило к предместью Сузы, над которым возвышался монастырь кордельеров. Укрепления обороняли три тысячи пьемонтцев и миланцев. Герцог Савойский, его сын принц Пьемонтский, генерал-лейтенант граф де Верруа и командующий кавалерией маркиз де Вилль, весьма удивленные французским наступлением в столь неподходящее время года, готовились выдержать атаку.
4 марта к французским аванпостам прибыл принц Пьемонтский с предложением открыть проход в обмен на часть Монферрата, но король и Ришельё отказались.
Кардинал проинформировал монарха о приготовлениях к штурму. Депеша была доставлена 5 марта в десять часов вечера, застав короля в постели. В одиннадцать часов вечера Людовик XIII покинул Улькс с аристократами и двумя гвардейскими ротами и, проделав, частью верхом, частью пешим, в снегу четыре лье, в три часа ночи прибыл в Шомон, где застал Ришельё, обсуждавшего с маршалами боевое расписание.
Согласно «Мемуарам» Ришельё, план атаки был следующим:
- Французские и швейцарские гвардейцы, а также Наваррский полк атаковали баррикады и редуты в лоб. Полк Со, офицеры которого в большинстве своём были альпийскими горцами, должны были выступить в три часа и с надежными проводниками пройти под гребнем Монморон, вскарабкавшись с риском для жизни «экстравагантной» тропинкой, чтобы обойти ретраншементы сзади. Этот манёвр позволял атаковать неприятеля с двух сторон одновременно.

- Пятьсот человек Эстиссака, половина пикинёры, половина мушкетеры, располагались на высотах слева, под гребнем Монтабон.

- В дефиле пропащие ребята тремя взводами бросались на баррикады с фронта и флангов. В центре атаковали 80 французских гвардейцев и 50 королевских мушкетеров, справа 50 гвардейцев, слева 50 наваррцев. За этими тремя взводами следовали три отряда по сто человек, взятых из тех же полков.

- Как поддержка триста дворян-добровольцев, большей частью опытных бойцов (de qualité) и триста наваррских солдат, все под командованием Лонгвиля.

- Затем шла артиллерия: кулеврина и два средних орудия, которые окольным путем притащили пятьдесят пионеров. Позади основные силы из восьмисот французских гвардейцев и пятисот швейцарцев во главе с командором Валансе.

- Четыре тысячи человек стояли в боевом порядке перед Шомоном как для поддержки атаки, в случае надобности, так и для завершения акции, когда проход будет открыт.

Король последний раз пробовал завершить дело миром, послав к неприятельским укреплениям капитана французской гвардии Гито Комменжа с квартирмейстерами, лейтенантом Понтисом и трубачом, чтобы требовать прохода и предоставления квартир в Сузе. Навстречу вышел пьемонтский офицер с двенадцатью солдатами, а затем прибыл граф де Верруа с двумя сотнями мушкетеров и вежливо отклонил французские требования.
Король дожидался возвращения парламентеров в ста шагах от пропащих ребят, перед ядром французской гвардии. «Сир, — обратился к нему Бассомпьер, — собрание готово, скрипки вступили и маски у входа. Когда будет угодно Вашему Величеству мы станцуем балет». Людовик набросился на маршала с гневным упреком: «А вам известно, что у нас всего пятьсот фунтов свинца в артиллерийском парке?» — «Самое время сейчас думать об этом! Если маска не готова, что же, ей не танцевать балет? Позвольте нам действовать, Сир, и все будет хорошо».

## Штурм дефиле

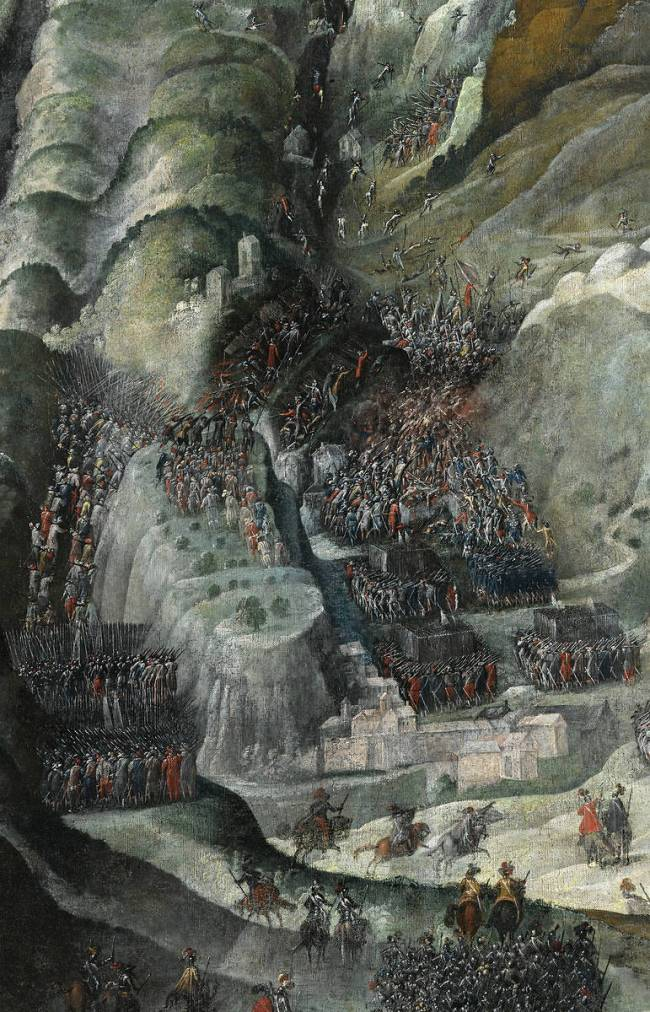
Бой за Сузское дефиле

В восемь часов прозвучал сигнал об атаке. Бассомпьер и Креки спешились и повели в атаку пропащих ребят. Страдавший от подагры Шомберг следовал за ними на лошади, но неприятельская пуля заставила его выйти из боя. Пройдя бург Желас, эвакуированный противником, французы попали под огонь орудий форта и мушкетеров, засевших в горах и за первой баррикадой, но обходной манёвр Ришельё завершился успехом: фланги атаки широко охватили позицию савойцев и, выйдя им в тыл, взяли в два огня, принудив к отступлению. Натиск атакующих был столь стремителен, что противник не смог удержать и две оставшиеся баррикады, где защитники быстро перемешались со штурмующими.
На левом фланге Валансе со швейцарцами штурмовал гору и прогнал оттуда местных ополченцев. Маркизу де Виллю при штурме дефиле пуля раздробила плечо. Атака развивалась столь стремительно, что герцог Савойский с сыном едва успели спастись бегством и только отчаянное сопротивление нескольких испанских солдат во главе с капитаном Сербеллони помешало лейтенанту королевских мушкетеров графу де Тревилю их захватить. По словам Бассомьера, герцог кричал служившим у него французам: «Пропустите меня, а то ваши люди в ярости».
Миновав проход, французы вышли к цитадели Сузы, которая встретила их сильным огнем. Несколько пропащих ребят бросились в город следом за бегущим неприятелем и были взяты в плен. Креки и Лавалет расположили гвардейцев в домах, примыкавших к спуску слева, а Наваррский полк при поддержке Туара и Таванна занял позицию в домах справа. Валансе, хотя и раненый в ногу, спустился со швейцарцами полковника Салиса с другой стороны Сузы, чтобы отрезать противнику отступление.
Горцы графа де Со, обошедшие неприятельские позиции по опасной горной тропе, обнаружили очень слабую оборону со стороны пьемонтского полка Марка-Антуана Беллона. Пьемонтцы совершенно не ожидали атаки на этом направлении и тотчас же бежали, покинув все укрепления. Тем не менее, при спуске из дефиле французы понесли потери от крепостного артиллерийского огня. Креки и Бассомпьер расположились в предместье Сузы, где приняли поздравления короля.
Войска герцога Савойского в беспорядке бежали к высотам Авильяны, где инженер граф ди Кастелламонте возвел укрепления.
Ришельё был в целом доволен результатом, хотя и раскритиковал действия своих подчиненных, нарушивших его боевое расписание: «Атака была недолгой по причине французской ярости и потому что враги, видя себя взятыми со всех сторон, бросились бежать после первого же натиска. Все действовали хорошо в этих обстоятельствах. Однако в целом желаемый (и заранее установленный) порядок поддержать не удалось, либо из-за сложной местности, участки которой, острые, узкие и через каждую сотню шагов разделенные небольшими каменными стенами, нарушали движение батальонов, либо потому что натура французов, более отважных, чем разумных, заставила каждого двигаться по собственному желанию; а это могло бы нанести много вреда королевской службе. Маршалы Креки, Бассомпьер, Шомберг и кампмаршалы, все перемешались с добровольцами, противно разуму, который желал, чтобы они действовали раздельно, дабы сохранять порядок на разных направлениях».
По словам Ришельё, потери были невелики: пять или шесть раненых офицеров и около тридцати убитых. «Дурная крепость» Сузы, оборонительные возможности которой сильно уступали оставленному без боя Желасу, после потери дефиле сопротивляться не могла, но победители не стали брать её штурмом, опасаясь, что город, предназначенный для королевской квартиры, будет разграблен. На следующий день Суза сдалась на капитуляцию, а с отрядом, засевшим на соседней скале в цитадели, было заключено перемирие. Цитадель сдалась через четыре или пять дней.

## Результаты

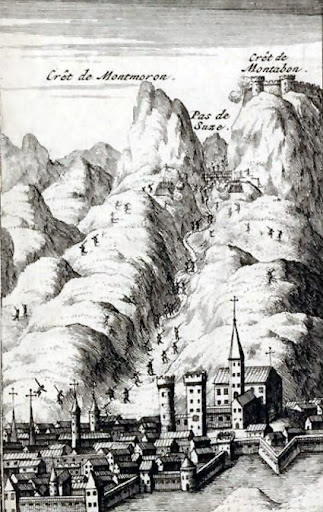
Взятие Сузы

Обескураженный потерей столь сильной позиции и опасавшийся очередной французской оккупации Карл Эммануэль запросил мира и Людовик согласился на переговоры, не останавливая при этом марша на Турин. Шомберг был ранен и командование разделили Креки и Бассомпьер, поочередно возглавлявшие авангард и кордебаталию; командир последний был дежурным генералом и отдавал общие приказы.
Авангард, состоявший из французской гвардии, швейцарцев, наваррцев, полка Со, жандармов и шеволежеров дома короля, охраны Креки, двенадцати рот шеволежеров и карабинеров Арно, перешёл по мосту через Дору Рипарию, чтобы в ожидании соглашения с савойцами расположиться в Буссолено. Он потерял от огня цитадели Сузы, нарушившей перемирие и выстрелившей по уходящим войскам, дюжину бойцов, что вызвало новое недовольство герцогом Савойским. Людовик и Ришельё вернулись в Шомон, чтобы принять четыре орудия, снаряжение, провизию и мулов, прибывших из Гренобля.
Испанцы пытались оказать сопротивление под Авильяной, но герцог Савойский думал только о спасении своей столицы, согласившись передать Сузу и её форты, снять претензии на Монферрат в обмен на 15 000 экю ренты и город Трино и даже предложив сформировать пьемонтский авангард, если король решится на завоевание Миланского герцогства. Многие итальянские правители, в том числе Венеция и римский папа, были не против такого предприятия, поскольку желали ослабить позиции Испании, но Людовик благоразумно решил заняться усмирением Лангедока. 11 марта с принцем Пьемонтским был заключен мирный договор, по которому савойцы предоставляли проход в Монферрат и организовывали снабжение Казале, выходили из союза с Испанией и признавали нового герцога Мантуанского, а Франция соглашалась на требуемую выплату, передавала Трино, сохранив контроль над Сузой и гарантировав владения герцога.
В ночь с 15 на 16 марта Гонсало де Кордова снял осаду Казале. Гюрон был назначен кампмаршалом и возглавил французские войска, сконцентрированные между Авильяно и Риволи, в четырёх лье от Турина. Туара, назначенный губернатором Казале, прибыл в город 4 апреля с полками Риберака, Лагранжа, Монше и Вильруа, и шестью ротами шеволежеров (Туара, Канийяка, Буасса, Курнона, Можирона и Меньё), после чего занял монферратские крепости.
Шомберг, едва оправившись от ранения, двинулся к Валенце, чтобы собрать там 10 000 человек, которые стали бы левым крылом Итальянской армии, если бы стремительный успех при Сузе не заставил герцога Савойского выйти из войны, а испанцев не принудил вернуться в Миланское герцогство. Под Валенцей было собрано восемь полков: Пикардийский, Нормандский, Фальсбурга, Летранжа, Перо, Монреаля, Ложера и Аннибаля.
Мирный договор с Англией, подписанный 14 апреля, позволил Людовику XIII вплотную заняться подавлением гугенотского восстания. Оставив Ришельё в Сузе налаживать снабжение Казале, оккупировать Монферрат и формировать Пьемонтский обсервационный корпус, король 28-го покинул Шомон со своими гвардейскими телохранителями, жандармами, шеволежерами, мушкетерами и шестью ротами французской гвардии, и после шести переходов прибыл в Валанс в расположение Лангедокской армии.

## Память
Герцог де Сен-Симон рассказывает об этом сражении в «Мемуарах» со слов своего отца, бывшего фаворитом Людовика XIII и, по-видимому, несколько приукрасившего роль короля, заодно принизив Ришельё и выставив в жалком виде герцога Савойского:

Различные хитрости и уловки, к коим прибег знаменитый Карл Эммануил, чтобы отсрочить заключение договора и в то же время не допустить оккупации герцогства Савойского, позволили ему укрепить Сузу, перекрыв все подходы мощными, великолепно охраняемыми оборонительными сооружениями, известными под названием «Сузские баррикады», и ожидать там имперцев и испанцев, чья армия шла ему на помощь. Эти оборонительные сооружения и изрезанная ущельями местность, ещё более усложнявшая положение французов, остановили кардинала де Ришельё, ибо он счел неблагоразумным рисковать войском и в конечном счете добился согласия всех генералов на отступление. Король не мог одобрить подобное решение. Он настаивал на необходимости найти средства преодолеть эти мощные естественные и искусственные препятствия, для возведения коих герцог Савойский не пожалел ничего. Кардинал, не считавший нужным рисковать армией, не позволял генералам помогать Королю в поисках выхода, и тот, раздраженный этим противодействием, решил полагаться только на собственную изобретательность. Для достижения своей цели кардинал прибег к некой хитрости: он устроил так, что Король, уставши после целого дня изучения местности и поисков возможных проходов, по вечерам оставался в полном одиночестве; и так много дней подряд.
Мой отец, заметив, что время от возвращения из разъездов до отхода ко сну действительно казалось Королю долгим и скучным, решил воспользоваться любовью государя к музыке и предложить ему послушать Ньера; так прошло несколько вечеров, пока в конце концов, благодаря помощи одного крестьянина, а ещё более благодаря собственной настойчивости, Король не нашел проход и не подготовил сам весь план атаки, увенчавшейся блестящим успехом 9 марта 1629 года. Отец, который все время был рядом с Королем, рассказывал мне, что тот сам вел войска на приступ и, со шпагой в руке, поддерживаемый солдатами, взбирался на утесы, брустверы и баррикады из бочек. Победа была полной. Не в силах противостоять победителю, Суза сдалась. Но что, к моему великому удивлению, не упоминается ни одним историком тех времен и чему мой отец, по его словам, был очевидцем, так это то, что герцог Савойский в полном смятении подъехал к Королю, спешился и, поцеловав его сапог, просил пощады и прощения, и Король, даже не шелохнувшись в седле, сказал ему, что прощает его из уважения к его сыну, а ещё более к своей сестре, с которой тот имел честь сочетаться браком. Именно в таких выражениях и ответил Король герцогу Савойскому. — Сен-Симон. Мемуары. 1691—1701. — М., 2007. — С. 57—58
Сцена унижения герцога Савойского, придуманная Клодом де Рувруа, настолько запала в память его сыну, что тот упоминает о ней в своем произведении девять раз.
Александр Дюма, вернувшийся к эпохе и деятельности кардинала Ришельё в своем позднем романе «Красный сфинкс» («Граф де Море», 1865—1866), дает в его конце красочное описание штурма Сузы.

## Комментарии
1. ↑  Полковник Перини называет их «альпийскими стрелками 1627-го», это подразделение было подготовлено для действий в горах самим Ледигьером и его зятем маршалом Креки (Hardÿ de Périni, p. 108)
2. ↑  Граф Салуццо пишет, что этот миланский кампмейстер не знал местности и неправильно расположил свой отряд (Saluces, p. 244)
3. ↑  Эта практика совместного командования, противоречившая принципу единоначалия, дожила до времен Людовика XIV и была причиной многих поражений французов (Hardÿ de Périni, p. 116)
4. ↑  Вероятно, он намекает на параллель между этим событием и знаменитым а его время унижением генуэского дожа, приехавшего в Версаль с извинениями после бомбардировки Генуи, в то же время противопоставляя Людовика XIII, последнего французского короля, лично участвовавшего в боях, его тщеславному сыну (Poisson, p. 80)